# سمفونی شماره ۴ (شومان)
سمفونی شماره ۴ (انگلیسی: Symphony No. 4) در گام ر مینور، اپوس ۱۲۰، تصنیف‌شده توسط آهنگساز آلمانی رمانتیک، روبرت شومان است که اولین بار در سال ۱۸۴۱ تکمیل شد، هرچند در سال ۱۸۵۱ شومان مجدداً در این سمفونی یک بازبینی و تغییرات کامل انجام داد، و همین نسخه از سمفونی بود که انتشار یافت.
کلارا شومان، بیوهٔ مصنف، بعدها در نخستین صفحهٔ چاپ‌شدهٔ سمفونی مربوط به سال ۱۸۸۲ به عنوان بخشی از کارهای تکمیل‌شدهٔ شوهرش گفته بود که سمفونی صرفاً در سال ۱۸۴۱ ترسیم شده و نسخهٔ سال ۱۸۵۱ نسخهٔ هماهنگ‌شده برای ارکستراسیون است؛ با این حال این موضوع خلاف واقع بوده و یوهان برامس تا حد بسیار زیادی نسخه‌های قبلی سمفونی را ترجیح می‌داد که همان نسخه‌ها با وجود مخالفت شدید کلارا شومان در سال ۱۸۹۱ تجدید چاپ گردید.